# 南安达曼县
南安达曼县是印度联邦属地安达曼-尼科巴群岛所辖的3个县之一。南安达曼县辖有安达曼群岛的南部。该县面积2,980平方公里。南安达曼县成立于2006年8月。该县行政中心位于布莱尔港。

## 行政区划
南安达曼县辖有3个乡：布莱尔港乡、Ferrargunj乡、小安达曼乡。